# Hopfmannsfeld
Hopfmannsfeld ist ein Ortsteil der Gemeinde Lautertal im mittelhessischen Vogelsbergkreis.

## Geographische Lage
Hopfmannsfeld liegt am Vogelsberg im Naturpark „Vulkanregion Vogelsberg“. Südlich des Ortes verläuft die Landesstraße 3139.

## Geschichte

### Ortsgeschichte
Das Dorf war bis ins Hochmittelalter im Besitz der Abtei Hersfeld.
Die älteste bekannte schriftliche Erwähnung von Hopfmannsfeld erfolgte im Jahr 1276: „bona sua Holsmannesfeld“ (ihre Güter in H.).
1287 lautet der urkundliche Eintrag: „in Engelrodt und Holtzmansfelt“. 1358, als der Ort schon im Besitz der Riedesel war, heißt es in den Urkunden: „zu Holtzmansfelt.“ Am Ägidiustag, dem 1. September 1320, wurde ein Vertrag zwischen Eberhard, Edlem von Breuberg, ein Vertrag mit den Brüdern Johann, Traboto und Heinrich von Eisenbach geschlossen. Gegenstand des Vertrages waren das Gericht Engelrod, das Gericht zu Hopfmannsfeld, die Mühle zu Alsfeld, das Gericht zu Frischborn und das „... forwercke zu Bruwertswende ...“
Der ursprüngliche Ortsname bedeutet der Ort, wo der Holzmann (Holzhauer, Holzarbeiter) wohnt. Zu einem Bedeutungswandel des Ortsnamens kam es in den nachfolgenden Jahrhunderten, denn 1573 lautet nun der Ortsname „Hopmans Feldt .. Hopmes Feldt.“ Es wurde das Grundwort „Holzmann“ zu „Hoveman/Hofmann“. Mhd. bedeutet „Hoveman“: „der zu einem Hofe gehörende, ein Gehöft bewohnende Bauer“.
Bis zum Jahr 1629 gehörte Hopfmannsfeld zur Pfarrei Engelrod. In dieser Pfarrei war schon im Jahr 1527 die Reformation eingeführt worden.
Das Gericht Engelrod umfasste im 17. Jahrhundert die Orte Engelrod, Hopfmannsfeld, Eichenrod, Eichelhain, Lanzenhain, Hörgenau, Dirlammen, Rebgeshain, Blitzenrod und Frischborn. Hier es zu bäuerlichen Aufständen, besonders im 18. Jahrhundert.
Ein Zeichen alter Gerichtsbarkeit ist der Galgen bei Hopfmannsfeld. Es handelt sich um einen sogenannten „zweischläfrigen“ Galgen, der 1707 errichtet wurde. Er besteht aus zwei Sandsteinsäulen, die mit einem Querbalken verbunden waren. Das Holz wurde 1891 verfeuert. Über Hinrichtungen an dem Hopfmannsfelder Galgen ist nichts bekannt.
Weitere noch erhaltene Galgen in Hessen gibt es in Rixfeld, errichtet 1709, Hanau-Steinheim, Galgen Mudau, der allerdings schon in Baden-Württemberg liegt, Münzenberg, Oberndorf, Pfungstadt und der Beerfelder Galgen.
Die Statistisch-topographisch-historische Beschreibung des Großherzogthums Hessen berichtet 1830 über Hopfmannsfeld:

„Hopfmannsfeld (L. Bez. Lauterbach) evangel. Pfarrdorf; liegt im Vogelsberg, 2 St. von Lauterbach, und gehört dem Freiherrn von Riedesel. Man findet 57 Häuser und 304 evangelische Einwohner, so wie 1 Mühle. Die Einwohner beschäftigen sich stark mit der Flachsspinnerei, treiben aber solche nur im Winter. – Das vormalige Gericht Hopfmannsfeld gehörte Anfangs der Abtei Hersfeld, von welcher die Grafen von Orlamünde mit diesem Gerichte belehnt wurden. Aber 1287 sagte Hermann von Orlamünde der Abtei dieses Lehen zu Gunsten Gerlachs von Breuberg auf, welches Veranlassung zu langwierigen Streitigkeiten zwischen den Breubergern und Eisenbachern gab, indem diese hier begütert waren. Nachdem die Breuberger im Mannsstamm erloschen, und die Eppensteiner an ihre Stelle getreten waren, verkauften diese, 1333, diese Besitzungen den Eisenbachern auf Wiederkauf, und 1351 endlich ohne weitern Vorbehalt.“

Hopfmannsfeld war bis 1972 eine selbstständige Gemeinde. Zum 1. Februar 1972 wurde Hopfmannsfeld im Zuge der Gebietsreform in Hessen in die neu gebildete Gemeinde Lautertal eingegliedert.

### Verwaltungsgeschichte im Überblick
Die folgende Liste zeigt die Staaten und Verwaltungseinheiten, denen Hopfmannsfeld angehört(e):
- vor 1567: Heiliges Römisches Reich, Landgrafschaft Hessen, Gericht Engelrod der Freiherren Riedesel zu Eisenbach
- ab 1567: Heiliges Römisches Reich, Gericht Engelrod[15]
- 1604–1648: Heiliges Römisches Reich, strittig zwischen Landgrafschaft Hessen-Darmstadt und Landgrafschaft Hessen-Kassel (Hessenkrieg)
- ab 1623: Heiliges Römisches Reich, Landgrafschaft Hessen-Darmstadt, Gericht Engelrod (Freiherren Riedesel zu Eisenbach)[16]
- 1787: Heiliges Römisches Reich, Landgrafschaft Hessen-Darmstadt, Oberfürstentum Hessen, Amt Ulrichstein, Gericht Engelrod
- ab 1806: Großherzogtum Hessen,[Anm. 2] Fürstentum Oberhessen, Amt Ulrichstein, Gericht Engelrod[17][18]
- ab 1815: Großherzogtum Hessen, Provinz Oberhessen, Amt Engelrod der Freiherren Riedesel zu Eisenbach[19]
- ab 1821: Großherzogtum Hessen, Provinz Oberhessen, Landratsbezirk Herbstein[20][Anm. 3]
- ab 1825: Großherzogtum Hessen, Provinz Oberhessen, Umbenennung in Landratsbezirk Lauterbach
- ab 1848: Großherzogtum Hessen, Regierungsbezirk Alsfeld
- ab 1852: Großherzogtum Hessen, Provinz Oberhessen, Kreis Lauterbach
- ab 1867: Norddeutscher Bund,[Anm. 4] Großherzogtum Hessen, Provinz Oberhessen, Kreis Lauterbach
- ab 1871: Deutsches Reich, Großherzogtum Hessen, Provinz Oberhessen, Kreis Lauterbach
- ab 1918: Deutsches Reich (Weimarer Republik), Volksstaat Hessen, Provinz Oberhessen, Kreis Lauterbach
- ab 1938: Deutsches Reich (Weimarer Republik), Volksstaat Hessen, Landkreis Lauterbach[21][Anm. 5]
- ab 1945: Amerikanische Besatzungszone,[Anm. 6] Groß-Hessen, Regierungsbezirk Darmstadt, Landkreis Lauterbach
- ab 1946: Amerikanische Besatzungszone, Land Hessen, Regierungsbezirk Darmstadt, Landkreis Lauterbach
- ab 1949: Bundesrepublik Deutschland, Land Hessen, Regierungsbezirk Darmstadt, Landkreis Lauterbach
- ab 1972: Bundesrepublik Deutschland, Land Hessen, Regierungsbezirk Darmstadt, Vogelsbergkreis, Gemeinde Lautertal (Vogelsberg)[Anm. 7]
- ab 1981: Bundesrepublik Deutschland, Land Hessen, Regierungsbezirk Gießen, Vogelsbergkreis, Gemeinde Lautertal (Vogelsberg)

### Gerichte seit 1803
In der Landgrafschaft Hessen-Darmstadt wurde mit Ausführungsverordnung vom 9. Dezember 1803 das Gerichtswesen neu organisiert. Für die Provinz Oberhessen wurde das Hofgericht Gießen als Gericht der zweiten Instanz eingerichtet. Die Rechtsprechung der ersten Instanz wurde durch die Ämter bzw. Standesherren vorgenommen und somit war für Hopfmannsfeld ab 1806 das „Patrimonialgericht der Freiherren Riedesel zu Eisenbach“ in Engelrod zuständig.
Das Hofgericht war für normale bürgerliche Streitsachen Gericht der zweiten Instanz, für standesherrliche Familienrechtssachen und Kriminalfälle die erste Instanz. Die zweite Instanz für die Patrimonialgerichte waren die standesherrlichen Justizkanzleien. Übergeordnet war das Oberappellationsgericht Darmstadt.
Mit der Gründung des Großherzogtums Hessen 1806 wurde diese Funktion beibehalten, während die Aufgaben der ersten Instanz 1821–1822 im Rahmen der Trennung von Rechtsprechung und Verwaltung auf die neu geschaffenen Land- bzw. Stadtgerichte übergingen. Dafür wurde das standesherrliche „Landgericht Lauterbach“ geschaffen, das jetzt für Hopfmannsfeld zuständig war.
Erst infolge der Märzrevolution 1848 wurden mit dem „Gesetz über die Verhältnisse der Standesherren und adeligen Gerichtsherren“ vom 15. April 1848 die standesherrlichen Sonderrechte endgültig aufgehoben. Im Zuge der 1853 durchgeführten Neuordnung der Gerichtsbezirke in der Provinz Oberhessen sollte der Sitz des Landgerichts von Altenschlirf nach Herbstein verlegt werden und dabei dessen Sprengel um die bis dahin zum Landgerichtsbezirk Lauterbach gehörigen Orte Dirlammen, Eichelhain, Eichenrod, Engelrod, Hörgenau, Hopfmannsfeld und Lanzenhain erweitert werden, dies geschah jedoch beides erst mit Wirkung zum 1. September 1854.
Anlässlich der Einführung des Gerichtsverfassungsgesetzes mit Wirkung vom 1. Oktober 1879, infolge derer die bisherigen großherzoglich hessischen Landgerichte durch Amtsgerichte an gleicher Stelle ersetzt wurden, während die neu geschaffenen Landgerichte nun als Obergerichte fungierten, kam es zur Umbenennung in „Amtsgericht Herbstein“ und Zuteilung zum Bezirk des Landgerichts Gießen.
Am 1. Juli 1957 verlor das Amtsgericht Herbstein seine Selbständigkeit und wurde endgültig – nachdem es dies schon zu Ende des Zweiten Weltkrieges war – zur Zweigstelle des Amtsgerichts Lauterbach. Am 1. Juli 1968 wurde auch diese Zweigstelle aufgehoben.
Am 1. Januar 2005 wurde das Amtsgericht Lauterbach als Vollgericht aufgehoben und zur Zweigstelle des Amtsgerichts Alsfeld.
Zum 1. Januar 2012 wurde auch diese Zweigstelle geschlossen.
Jetzt sind die übergeordneten Instanzen das Landgericht Gießen, das Oberlandesgericht Frankfurt am Main sowie der Bundesgerichtshof als letzte Instanz.

### Einwohnerentwicklung
Die Zahl der Haushalte in Hopfmannsfeld entwickelte sich von 47 Anno 1705 auf 51 Haushalte im Jahr 1753. 1789 zählte der Ort 55 Haushalte.
| • 1800: | 313 Einwohner                      |
| • 1806: | 254 Einwohner, 53 Häuser           |
| • 1829: | 304 Einwohner, 57 Häuser           |
| • 1867: | 391 Einwohner, 59 bewohnte Gebäude |
| • 1875: | 358 Einwohner, 56 bewohnte Gebäude |

| Hopfmannsfeld: Einwohnerzahlen von 1800 bis 2011 | Hopfmannsfeld: Einwohnerzahlen von 1800 bis 2011 | Hopfmannsfeld: Einwohnerzahlen von 1800 bis 2011 | Hopfmannsfeld: Einwohnerzahlen von 1800 bis 2011 | Hopfmannsfeld: Einwohnerzahlen von 1800 bis 2011 |
| --- | ------------------------------------------------ | ------------------------------------------------ | ------------------------------------------------ | ------------------------------------------------ |
| Jahr |                                                  |                                                  |                                                  | Einwohner                                        |
| 1800 | 1800                                             |                                                  | 313                                              | 313                                              |
| 1806 | 1806                                             |                                                  | 254                                              | 254                                              |
| 1829 | 1829                                             |                                                  | 304                                              | 304                                              |
| 1834 | 1834                                             |                                                  | 292                                              | 292                                              |
| 1840 | 1840                                             |                                                  | 322                                              | 322                                              |
| 1846 | 1846                                             |                                                  | 361                                              | 361                                              |
| 1852 | 1852                                             |                                                  | 368                                              | 368                                              |
| 1858 | 1858                                             |                                                  | 349                                              | 349                                              |
| 1864 | 1864                                             |                                                  | 380                                              | 380                                              |
| 1871 | 1871                                             |                                                  | 367                                              | 367                                              |
| 1875 | 1875                                             |                                                  | 358                                              | 358                                              |
| 1885 | 1885                                             |                                                  | 344                                              | 344                                              |
| 1895 | 1895                                             |                                                  | 370                                              | 370                                              |
| 1905 | 1905                                             |                                                  | 339                                              | 339                                              |
| 1910 | 1910                                             |                                                  | 318                                              | 318                                              |
| 1925 | 1925                                             |                                                  | 316                                              | 316                                              |
| 1939 | 1939                                             |                                                  | 289                                              | 289                                              |
| 1946 | 1946                                             |                                                  | 443                                              | 443                                              |
| 1950 | 1950                                             |                                                  | 393                                              | 393                                              |
| 1956 | 1956                                             |                                                  | 327                                              | 327                                              |
| 1961 | 1961                                             |                                                  | 312                                              | 312                                              |
| 1967 | 1967                                             |                                                  | 311                                              | 311                                              |
| 1970 | 1970                                             |                                                  | 295                                              | 295                                              |
| 1980 | 1980                                             |                                                  | ?                                                | ?                                                |
| 1990 | 1990                                             |                                                  | ?                                                | ?                                                |
| 2000 | 2000                                             |                                                  | ?                                                | ?                                                |
| 2011 | 2011                                             |                                                  | 279                                              | 279                                              |
| Datenquelle: Historisches Gemeindeverzeichnis für Hessen: Die Bevölkerung der Gemeinden 1834 bis 1967. Wiesbaden: Hessisches Statistisches Landesamt, 1968. Weitere Quellen: ; Zensus 2011 |                                                  |                                                  |                                                  |                                                  |

### Religionszugehörigkeit
| • 1829: | 304 evangelische (= 100 %) Einwohner                              |
| • 1961: | 299 evangelische (= 95,83 %), 12 katholische (= 3,85 %) Einwohner |

## Politik
Ortsvorsteher ist Klaus Köhler (Stand September 2017).

## Kultur und Sehenswürdigkeiten
- In der Ortsmitte steht ein einarmiges Sühnekreuz.

- Kirche mit Pfarrhaus

1596 ist die erste Kirche nachgewiesen. Sie wurde 1731 wegen Baufälligkeit abgebrochen und durch ein neues Gotteshaus – erbaut 1733/34, letztmals renoviert 1989 – ersetzt. Aus dem Jahr 1632 stammt der Taufstein im Inneren der evangelischen Kirche.

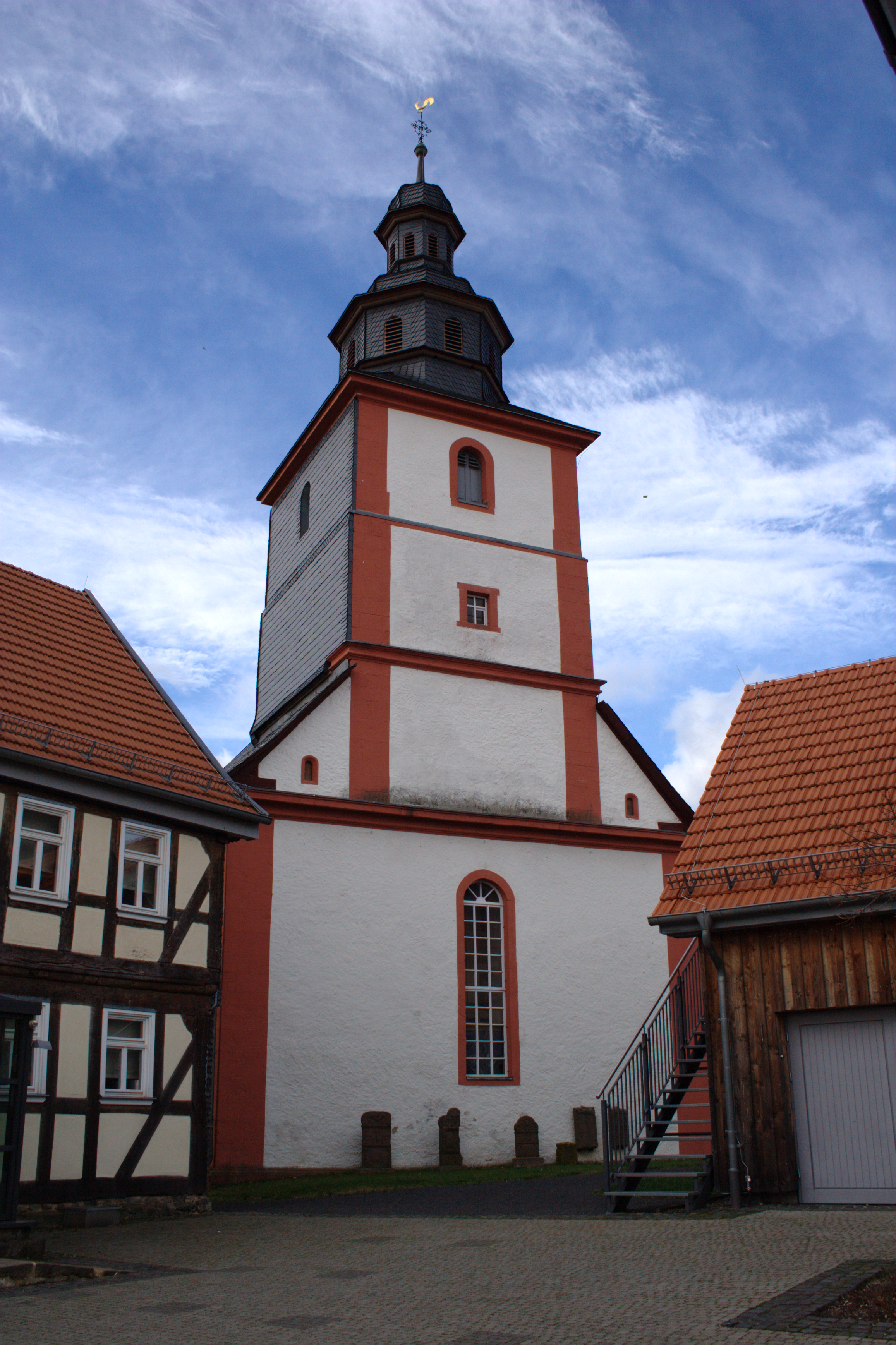
Kirche in Hopfmannsfeld
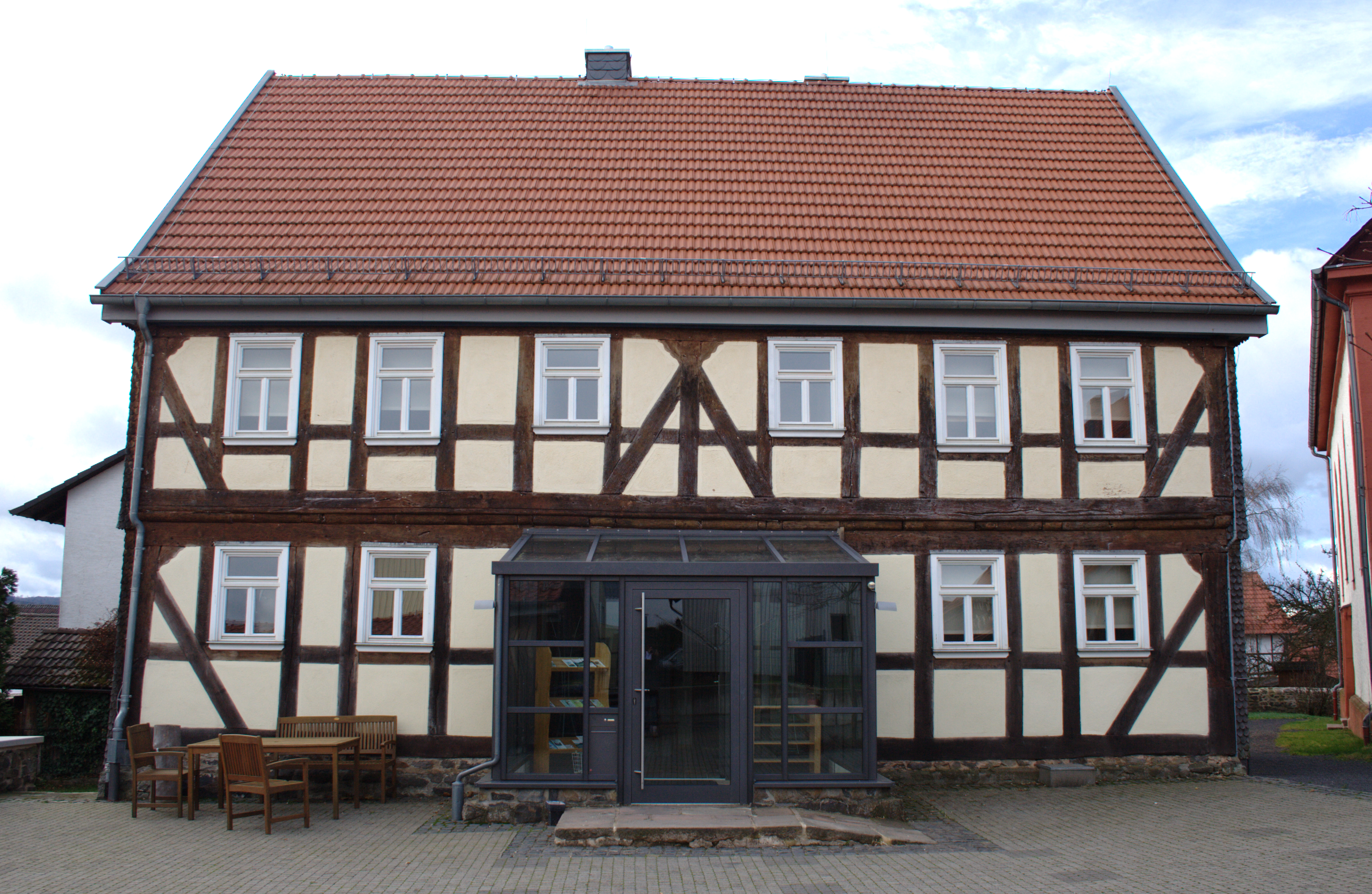
Pfarrhaus in Hopfmannsfeld

### Vereine
- Spvgg. Hopfmannsfeld Eichenrod
- Jugendclub Hopfmannsfeld
- Freiwillige Feuerwehr Hopfmannsfeld
- Frauengemeinschaft Dirlammen/Hopfmannsfeld
- Männergesangverein Hopfmannsfeld
- Gemischter Chor „Vivida“

### Regelmäßige Veranstaltungen
- Zeltkirmes
- Faschingsfeier
- Backhausfest
- Oktoberfest
- Heringsfest

## Infrastruktur
- Im Ort gibt es ein Dorfgemeinschaftshaus.
- Das Pfarrhaus wird nach einem Umbau heute als Jugendbegegnungsstätte mit 33 Betten genutzt.